# Інформаційна мова
Інформаці́йна мо́ва — штучна мова, призначена для записування семантичної інформації з метою подальшого використання її в інформаційно-пошукових системах і інформаційно-логічних системах.
Інформаційна мова призначена для забезпечення інформаційного пошуку, часто називають інформаційно-пошуковою, а для розв'язання інформаційно-логічних задач (для аналітичного складання і зіставлення і синтезу фактів) — інформаційно-логічною мовою.
Інформаційна мова забезпечує однозначний запис інформації або алгоритмічне розпізнавання (ототожнення) в різний спосіб записаних фактів, з повнотою і точністю, які відповідають вимогам, висунутим до інформаційної системи, де дана інформаційна мова використовується. До мов інформаційно-логічних висувається додаткова вимога — забезпечувати можливість формалізації логічного висновку. Цій вимозі, в тій чи іншій мірі відповідають і багато інформаційно-пошукових мов. Тому різниця між названими двома видами інформаційних мов має швидше функціональний, ніж структурний характер.